# Eoscarta colona
Eoscarta colona är en insektsart som beskrevs av Jacobi 1927. Eoscarta colona ingår i släktet Eoscarta och familjen spottstritar. Inga underarter finns listade i Catalogue of Life.